# Lysandra postobsoleta
Lysandra postobsoleta är en fjärilsart som beskrevs av Bright och Leeds 1938. Lysandra postobsoleta ingår i släktet Lysandra och familjen juvelvingar. Inga underarter finns listade i Catalogue of Life.